# Елипса на деформациите
В картографията, елипсата на деформациите или индикатриса на Тисо е графично представяне на локалните деформации, свойствени на картографските проекции. Въведена е за пръв път от френския учен Никола Тисо през 1881 г. в труда му Mémoire sur la représentation des surfaces et les projections des cartes géographiques.
Представлява елипса в двумерна декартова координатна система, получена след проектиране на кръг с минимален радиус в сферична координатна система. Разликата на двете полуоси на елипсата спрямо радиуса на минималната окръжност дават оценка на степента на деформация на използваната картографска проекция:
- Ъгълът на ориентация на индикатрисата и нейния ексцентрицитет отразяват ъгловите деформации на проекцията.
- Разликата в площите на индикатрисата и първичната минимална окръжност отразяват степента на деформация на площите.

При оценка на деформациите в дадена проекция обикновено се използват множество индикатриси, разположени в пресечените точки на меридианите и паралелите на дребномащабно картно изображение.